# Deutsche Frauen-Handballnationalmannschaft
Die deutsche Frauen-Handballnationalmannschaft vertritt die Bundesrepublik Deutschland bei Länderspielen und internationalen Turnieren.
Die größten Erfolge waren der Gewinn der Weltmeisterschaft 1993 und ein zweiter Platz bei der Europameisterschaft 1994. Jeweils den dritten Platz belegte die Auswahl bei der Weltmeisterschaft 1965, der Weltmeisterschaft 1997 und der Weltmeisterschaft 2007.
In den Jahren der Teilung Deutschlands vertrat die Frauen-Handballnationalmannschaft der DDR die Deutsche Demokratische Republik bei Länderspielen und internationalen Turnieren.

## Aktuelles

### Länderspiele
Aufgelistet sind die Spiele der letzten zwölf Monate mit den Ergebnissen aus deutscher Sicht sowie geplante Länderspiele.
| Nr. | Datum         | Ergebnis      | Gegner      |   | Austragungsort  | Anlass                           | Bemerkungen                                                                        |
| …   | …             | …             | …           | … | …               | …                                | …                                                                                  |
| --- | ------------- | ------------- | ----------- | - | --------------- | -------------------------------- | ---------------------------------------------------------------------------------- |
|     | 13. Juli 2024 | 31:36 (17:20) | Brasilien   | H | Dortmund        |                                  |                                                                                    |
|     | 19. Juli 2024 | 30:29 (15:11) | Ungarn      | H | Stuttgart       |                                  |                                                                                    |
|     | 21. Juli 2024 | 27:20 (14:8)  | Brasilien   | H | Stuttgart       |                                  |                                                                                    |
|     | 25. Juli 2024 | 22:23 (10:11) | Südkorea    | * | Paris (FRA)     | Olympia-2024-Vorrunde            |                                                                                    |
|     | 28. Juli 2024 | 28:31 (12:19) | Schweden    | * | Paris (FRA)     | Olympia-2024-Vorrunde            |                                                                                    |
|     | 30. Juli 2024 | 41:22 (16:9)  | Slowenien   | * | Paris (FRA)     | Olympia-2024-Vorrunde            |                                                                                    |
|     | 1. Aug. 2024  | 27:28 (12:15) | Dänemark    | * | Paris (FRA)     | Olympia-2024-Vorrunde            |                                                                                    |
|     | 3. Aug. 2024  | 18:30 (8:14)  | Norwegen    | * | Paris (FRA)     | Olympia-2024-Vorrunde            |                                                                                    |
|     | 6. Aug. 2024  | 23:26 (10:13) | Frankreich  | * | Lille (FRA)     | Olympia-2024-Viertelfinale       |                                                                                    |
|     | 24. Okt. 2024 | 30:32 (15:18) | Norwegen    | A | Larvik (NOR)    | Golden League Posten Cup         | Erstes Länderspiel von Marie Steffen, Jolina Huhnstock, Nieke Kühne und Nina Engel |
|     | 26. Okt. 2024 | 27:23 (12:10) | Niederlande | * | Larvik (NOR)    | Golden League Posten Cup         |                                                                                    |
|     | 27. Okt. 2024 | 19:34 (6:17)  | Dänemark    | * | Larvik (NOR)    | Golden League Posten Cup         |                                                                                    |
|     | 24. Nov. 2024 | 28:26 (13:9)  | Österreich  | A | Innsbruck (AUT) |                                  |                                                                                    |
|     | 29. Nov. 2024 | 30:17 (15:9)  | Ukraine     | * | Innsbruck (AUT) | EM-2024-Vorrunde                 |                                                                                    |
|     | 1. Dez. 2024  | 22:29 (14:15) | Niederlande | * | Innsbruck (AUT) | EM-2024-Vorrunde                 | Erstes Länderspiel von Dana Bleckmann                                              |
|     | 3. Dez. 2024  | 30:19 (14:10) | Island      | * | Innsbruck (AUT) | EM-2024-Vorrunde                 |                                                                                    |
|     | 5. Dez. 2024  | 36:27 (18:14) | Schweiz     | * | Wien (AUT)      | EM-2024-Hauptrunde               |                                                                                    |
|     | 7. Dez. 2024  | 22:30 (13:15) | Dänemark    | * | Wien (AUT)      | EM-2024-Hauptrunde               |                                                                                    |
|     | 9. Dez. 2024  | 27:32 (13:19) | Norwegen    | * | Wien (AUT)      | EM-2024-Hauptrunde               |                                                                                    |
|     | 11. Dez. 2024 | 35:16 (17:11) | Slowenien   | * | Wien (AUT)      | EM-2024-Hauptrunde               |                                                                                    |
|     | 6. März 2025  | 25:28 (10:18) | Frankreich  | H | Trier           |                                  |                                                                                    |
|     | 8. März 2025  | 29:30 (14:13) | Frankreich  | A | Besançon (FRA)  |                                  |                                                                                    |
|     | 9. Apr. 2025  | 31:33 (13:12) | Dänemark    | H | Hamburg         |                                  |                                                                                    |
|     | 12. Apr. 2025 | 29:26 (13:15) | Dänemark    | A | Aabenraa (DEN)  | Freundschaftsspiel               |                                                                                    |
|     | 19. Sep. 2025 | –:–           | Niederlande | A | (NLD)           | Freundschaftsspiel               |                                                                                    |
|     | 21. Sep. 2025 | –:–           | Niederlande | H | Krefeld         | Freundschaftsspiel               |                                                                                    |
|     | 26. Nov. 2025 | –:–           | Island      | * | Stuttgart       | Weltmeisterschaft 2025, Vorrunde |                                                                                    |
|     | 28. Nov. 2025 | –:–           | Uruguay     | * | Stuttgart       | Weltmeisterschaft 2025, Vorrunde |                                                                                    |
|     | 30. Nov. 2025 | –:–           | Serbien     | * | Stuttgart       | Weltmeisterschaft 2025, Vorrunde |                                                                                    |

### Kader

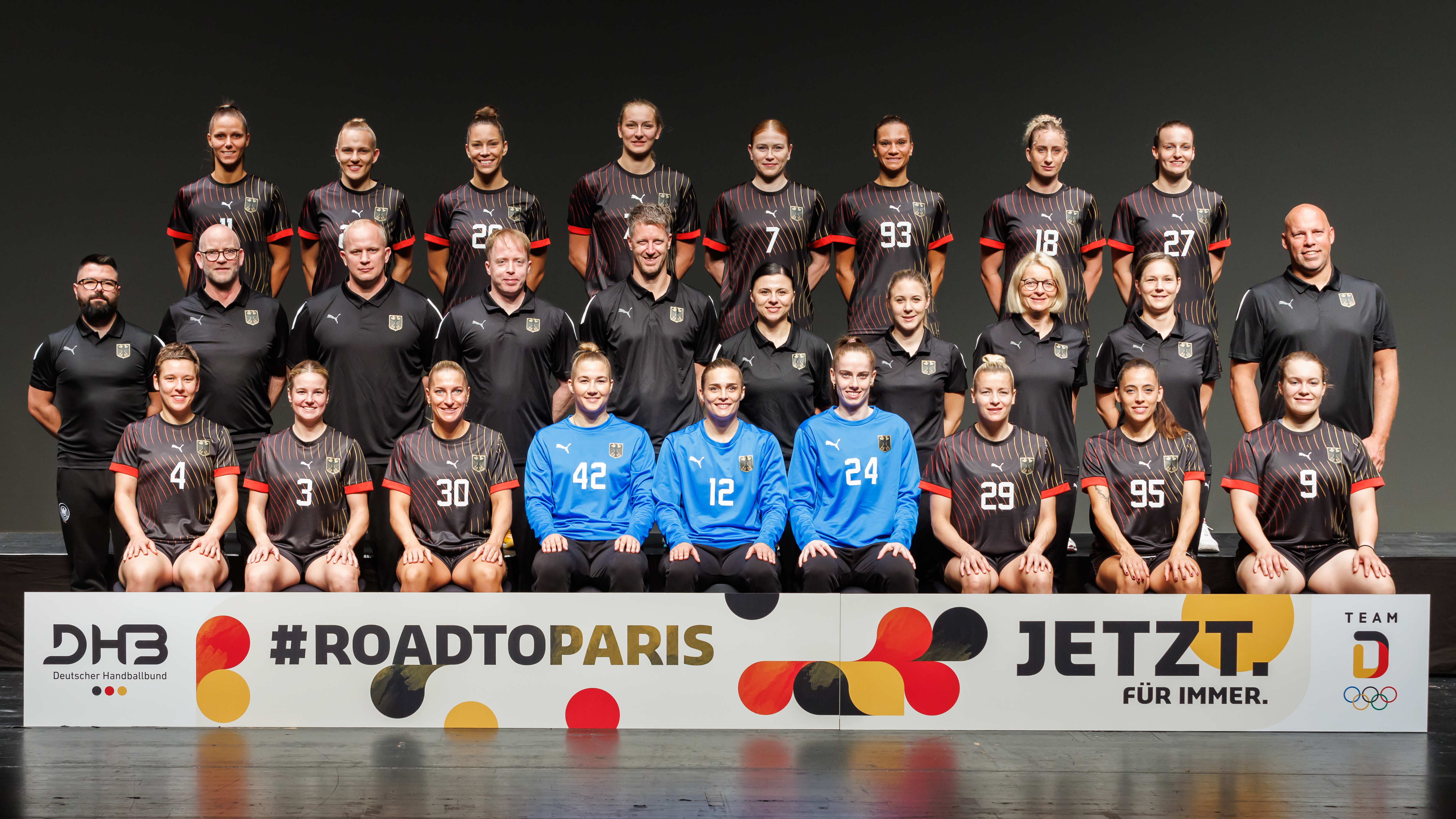
Kader für Olympia 2024

Der Kader für die Vorbereitung der Frauen-Handballnationalmannschaft für die Europameisterschaft 2024.
| Nr. | Name             | Geburtstag         | Position | Logo                     | Verein                   | LS  | Tore | T/S  |
| --- | ---------------- | ------------------ | -------- | ------------------------ | ------------------------ | --- | ---- | ---- |
| 24  | Sarah Wachter    | 16. Dezember 1999  | TW       | BVB 09 Borussia Dortmund | BVB 09 Borussia Dortmund | 36  | 1    | 0,03 |
| 42  | Katharina Filter | 4. Februar 1999    | TW       |                          | Brest Bretagne Handball  | 61  | 2    | 0,03 |
|     | Marie Weiss      | 14. September 2004 | TW       |                          | TuS Metzingen            | 0   | 0    | 0    |
| 04  | Alina Grijseels  | 12. April 1996     | RM       |                          | CSM Bukarest             | 97  | 323  | 3,33 |
| 08  | Nina Engel       | 25. April 2003     | RR       |                          | HSG Bensheim/Auerbach    | 3   | 5    | 1,67 |
| 09  | Lisa Antl        | 21. Juni 2000      | KR       | Borussia Dortmund        | Borussia Dortmund        | 58  | 81   | 1,4  |
| 10  | Mareike Thomaier | 25. August 2000    | RM       |                          | HB Ludwigsburg           | 30  | 32   | 1,07 |
| 11  | Xenia Smits      | 22. April 1994     | RL       |                          | HB Ludwigsburg           | 129 | 306  | 2,37 |
| 19  | Nieke Kühne      | 9. September 2004  | RL       | HSG Blomberg-Lippe       | HSG Blomberg-Lippe       | 3   | 1    | 0,33 |
| 20  | Emily Vogel      | 26. April 1998     | RL       | Ferencváros Budapest     | Ferencváros Budapest     | 124 | 373  | 3,01 |
| 23  | Annika Lott      | 7. Dezember 1999   | RL       |                          | Brest Bretagne Handball  | 37  | 66   | 1,78 |
| 27  | Julia Maidhof    | 13. März 1998      | RR       |                          | SCM Râmnicu Vâlcea       | 62  | 207  | 3,34 |
| 29  | Antje Döll       | 3. Oktober 1988    | LA       |                          | HB Ludwigsburg           | 90  | 243  | 2,7  |
| 30  | Jenny Behrend    | 20. Januar 1996    | RA       |                          | HB Ludwigsburg           | 69  | 129  | 1,87 |
| 31  | Alexia Hauf      | 18. Juli 1998      | LA       | HSG Blomberg-Lippe       | HSG Blomberg-Lippe       | 16  | 25   | 1,56 |
| 45  | Jolina Huhnstock | 4. Mai 2001        | KR       | Buxtehuder SV            | Buxtehuder SV            | 3   | 4    | 1,33 |
| 77  | Viola Leuchter   | 15. Juni 2004      | RR       |                          | HB Ludwigsburg           | 27  | 62   | 2,3  |
| 93  | Julia Behnke     | 28. März 1993      | KR       |                          | TuS Metzingen            | 117 | 212  | 1,81 |
|     | Sabrina Tröster  | 19. Oktober 2004   | RA       |                          | TuS Metzingen            | 0   | 0    | 0    |

## Rekordspielerinnen

### Meiste Tore
| Rang | Name                   | Tore | Spiele | Tore/Spiel | Erstes Spiel  | Letztes Spiel | Gewonnene Titel  |
| ---- | ---------------------- | ---- | ------ | ---------- | ------------- | ------------- | ---------------- |
| 01   | Grit Jurack            | 1581 | 306    | 5,2        | 23. Jan. 1996 | 7. Okt. 2012  |                  |
| 02   | Dagmar Stelberg        | 0832 | 219    | 3,8        | –             | –             |                  |
| 03   | Bianca Urbanke-Rösicke | 0775 | 203    | 3,8        | –             | –             | Weltmeister 1993 |
| 04   | Silvia Schmitt         | 0751 | 245    | 3,1        | –             | –             |                  |
| 05   | Nadine Krause          | 0741 | 188    | 3,9        | 23. Nov. 1999 | 9. Sep. 2014  |                  |
| 06   | Michaela Erler         | 0690 | 285    | 2,4        | –             | –             | Weltmeister 1993 |
| 07   | Elena Leonte           | 0530 | 95     | 5,6        | –             | –             |                  |
| 08   | Anja Althaus           | 0527 | 243    | 2,2        | 5. Apr. 2002  | 13. Juni 2015 |                  |
| 09   | Stefanie Melbeck       | 0483 | 223    | 2,2        | 29. Apr. 1998 | –             |                  |
| 10   | Kathrin Blacha         | 0435 | 222    | 1,9        | 21. Okt. 1995 | –             |                  |

### Meiste Einsätze
| Rang | Name             | Spiele | Tore | Tore/Spiel | Erstes Spiel  | Letztes Spiel | Gewonnene Titel  |
| ---- | ---------------- | ------ | ---- | ---------- | ------------- | ------------- | ---------------- |
| 01   | Grit Jurack      | 306    | 1581 | 5,2        | 23. Jan. 1996 | 7. Okt. 2012  |                  |
| 02   | Michaela Erler   | 285    | 0690 | 2,4        | –             | –             | Weltmeister 1993 |
| 03   | Anna Loerper     | 246    | 0428 | 1,7        | 14. Okt. 2005 | 6. Juni 2018  |                  |
| 04   | Silvia Schmitt   | 245    | 0751 | 3,1        | –             | –             |                  |
| 05   | Anja Althaus     | 243    | 0527 | 2,2        | 5. Apr. 2002  | 13. Juni 2015 |                  |
| 06   | Andrea Stolletz  | 227    | 01   | 0          | –             | –             |                  |
| 07   | Stefanie Melbeck | 223    | 0483 | 2,2        | 29. Apr. 1998 | 14. Dez. 2008 |                  |
| 08   | Kathrin Blacha   | 222    | 0435 | 02         | 21. Okt. 1995 | –             |                  |
| 08   | Clara Woltering  | 222    | 01   | 0          | 22. Nov. 2003 | 10. Dez. 2017 |                  |
| 10   | Dagmar Stelberg  | 219    | 0832 | 3,8        | –             | –             |                  |
| 11   | Petra Platen     | 208    | 0355 | 1,7        | –             | –             |                  |

## Teilnahme an Meisterschaften
Die folgenden Tabellen enthalten nicht die Platzierungen der Frauen-Handballnationalmannschaft der DDR.

### Weltmeisterschaften (Feld)
| Weltmeisterschaft 1949: | nicht qualifiziert |
| Weltmeisterschaft 1956: | 2. Platz           |
| Weltmeisterschaft 1960: | 3. Platz           |

#### Weltmeisterschaft 1956 in der Bundesrepublik Deutschland
Das Team des Deutschen Handballbundes (DHB) nahm 1956 bei der Heim-Weltmeisterschaft erstmals an einer Feldhandball-Weltmeisterschaft der Frauen teil. Die Mannschaft verlor das Finalspiel gegen Rumänien mit 5:6 (1:3). Zum Aufgebot des DHB gehörten Hildegard Anderla, Ursula Burmeister, Anneliese Götz-Hagdorn, Trudel Hannen, Ursula Hintze, Ursula Kusserow, Annemarie Kübert-Becker, Gertrud Künzler, Lisa Müller-Wiedler, Sigrid Röthig-Panse, Rosemarie Schöne, Mina Steiner-Zimoni, Ingeborg Walther-Lirka, Christa Warns und Edith Wendrich.

#### Weltmeisterschaft 1960 in den Niederlanden
An der dritten und zugleich letzten Feldhandballweltmeisterschaft, die 1960 in den Niederlanden gespielt wurde, nahm ein gesamtdeutsches Team teil mit Vertreterinnen des Deutschen Handballbundes (DHB) und des Deutschen Handballverbandes (DHV). Im Spiel um Platz 3 im De Meer Stadion in Amsterdam besiegte das deutsche Team die Gastgeberinnen mit 3:1 (2:0). Im Aufgebot der beiden deutschen Staaten standen Lydia Bauer, Ursula Burmeister, Gisela Danielczyk, Irmgard Gehring, Waltraut Kühl-Holland, Gisela Lampe, Ingrid Lemke, Martina Maudrich, Anneliese Meissner, Ingeborg Schanding, Eva Schulz, Edith Sonnemann-Wendrich, Margot Urban, Hannelore Vetter, Brigitte Wacker und Christa Warns.

### Weltmeisterschaften (Halle)

#### Übersicht
Zu sehen sind die einzelnen Ergebnisse bei Weltmeisterschaften.
| Weltmeisterschaft 1957: | 04. Platz          |
| Weltmeisterschaft 1962: | 08. Platz          |
| Weltmeisterschaft 1965: | 03. Platz          |
| Weltmeisterschaft 1971: | 05. Platz          |
| Weltmeisterschaft 1973: | 11. Platz          |
| Weltmeisterschaft 1975: | nicht qualifiziert |
| Weltmeisterschaft 1978: | 08. Platz          |
| Weltmeisterschaft 1982: | 09. Platz          |
| Weltmeisterschaft 1986: | 07. Platz          |
| Weltmeisterschaft 1990: | 04. Platz          |

| Weltmeisterschaft 1993: | 01. Platz          |
| Weltmeisterschaft 1995: | 05. Platz          |
| Weltmeisterschaft 1997: | 03. Platz          |
| Weltmeisterschaft 1999: | 07. Platz          |
| Weltmeisterschaft 2001: | nicht qualifiziert |
| Weltmeisterschaft 2003: | 12. Platz          |
| Weltmeisterschaft 2005: | 06. Platz          |
| Weltmeisterschaft 2007: | 03. Platz          |
| Weltmeisterschaft 2009: | 07. Platz          |
| Weltmeisterschaft 2011: | 17. Platz          |

| Weltmeisterschaft 2013: | 07. Platz |
| Weltmeisterschaft 2015: | 13. Platz |
| Weltmeisterschaft 2017: | 12. Platz |
| Weltmeisterschaft 2019: | 08. Platz |
| Weltmeisterschaft 2021: | 07. Platz |
| Weltmeisterschaft 2023: | 06. Platz |
| Weltmeisterschaft 2025: |           |

#### Weltmeisterschaft 1957 in Jugoslawien
Zur ersten Weltmeisterschaft der Frauen, die 1957 in Jugoslawien ausgetragen wurde und bei der das Team des Deutschen Handballbundes (DHB) das Spiel um Platz 3 gegen Gastgeber Jugoslawien mit 6:9 (4:4) verlor, trat die Mannschaft mit Christa Warns (5/8), Hertha Rückriem (5/8), Ursula Burmeister (5/8), Ursula Samulewicz (5/3), Anneliese Hagdorn (4/2), Gertrud Hannen (5/2), Inge Walther (5/1), Waltraud Kühl (5/1), Helga Reiche (2/0), Ursula Kusserow (2/0), Helga Drechsler (4/0), Margret Loch (5/0) und Rosemarie Schöne (5/0) an.

#### Weltmeisterschaft 1962 in Rumänien
Das Team des Deutschen Handballbundes (DHB) belegte bei der Weltmeisterschaft 1962 in Rumänien Platz 8. Der DHB hatte die Spielerinnen Anita Buchert (4 Spiele/7 Tore), Elsbeth Härtle (4/7), Ursula Burmeister (4/7), Waltraud Kühl (3/4), Christa Warns (4/4), Christa Harrach (4/2), Uta Samulewicz (1/1), Doris Holdorf (2/1), Hannelore Stüttgen (2/1), Eva Brechenmacher (1/0), Lydia Bauer (1/0), Marie-Luise Promies (1/0), Monika Eichenauer (1/0), Heidi Fries (2/0) und Helga Drechsler (4/0) nominiert.

#### Weltmeisterschaft 1965 in der Bundesrepublik Deutschland
Bei der Heim-Weltmeisterschaft 1965 gewann das Team des Deutschen Handballbundes (DHB) das Spiel um Platz 3 gegen die ČSSR mit 11:10 (8:8, 7:7, 3:4) n. V.
Für den DHB standen Christa Harrach (4 Spiele/10 Tore), Waltraud Kühl (4/8), Christa Warns (4/7), Doris Holdorf (4/4), Gisela Meeser (3/3), Lydia Bauer (4/3), Christa Milter (2/2), Gisela Greshake (1/0), Irene Herchenbach (1/0), Waltraud Jakob (1/0), Monika Eichenauer (2/0), Sigrid Müller (2/0), Elke Heuer (3/0), Gerda Reitwießner (3/0) und Hannelore Rech im Aufgebot. Christa Harrach wurde zweitbeste Werferin der Weltmeisterschaft.

#### Weltmeisterschaft 1971 in den Niederlanden
Das Team des Deutschen Handballbundes (DHB) gewann bei der Weltmeisterschaft 1971 in den Niederlanden das Spiel um Platz 5 vor 1000 Zuschauern gegen Dänemark mit 13:9 (3:5, 9:9) n. V. Der DHB hatte zur Weltmeisterschaft Gerda Reitwießner (4 Spiele/14 Tore), Gisela Meeser (4/6), Heike Schukies (4/6), Irene Herchenbach (5/6), Waltraud Jakob (5/5), Veronika Kind (4/4), Gesine Küster (2/2), Anita Buchert (3/2), Hannelore Kosbi (3/2), Dörte Klüß (4/2), Gisela Doerks (3/1), Waltraud Hadamke (3/1), Dagmar Ziebert (5/1), Ilona Keßler (1/0), Hannelore Menzel (3/0) und Monika Eichenauer (4/0) aufgestellt.

#### Weltmeisterschaft 1973 in Jugoslawien
Bei der Weltmeisterschaft 1973 in Jugoslawien belegte das Team des Deutschen Handballbundes (DHB) bei den Spielen der Gruppenletzten der Vorrunde am Ende Platz 11. Das Aufgebot des DHB bestand aus Gisela Meeser (5 Spiele/10 Tore), Irene Herchenbach (4/7), Waltraud Jakob (4/7), Veronika Kind (5/6), Heidi Lange (5/5), Ottrun Weber (4/4), Anni Placht (5/4), Ellen Krebs (2/3), Gesine Küster (5/2), Dagmar Neutze (3/1), Dörte Klüß (1/0), Heike Schukies (2/0), Ilona Kind (2/0), Hannelore Menzel (4/0) und Karin Wagner (4/0).

#### Weltmeisterschaft 1978 in der Tschechoslowakei
Nach einem Aus in der Vorrunde bei der Weltmeisterschaft 1978 in der Tschechoslowakei belegte das Team des Deutschen Handballbundes (DHB) am Ende Platz 8. Im Kader standen Sigrid Berndt (5 Spiele/23 Tore), Anni Placht (5/12), Bärbel Petersen (5/11), Ilona Kind (5/8), Sigrid Bierbaum (4/5), Dagmar Stelberg (3/4), Ursula Gertz (4/3), Veronika Kind (5/3), Hannelore Koch (2/2), Renate Wolf (4/2), Petra Platen (2/1), Ottrun Weber (4/1), Karin Wagner (2/0), Britta Vattes (2/0), Petra Sasse (3/0) und Renate Schulzki (5/0).

#### Weltmeisterschaft 1982 in Ungarn
Bei der Weltmeisterschaft 1982 in den Ungarn kam das Team des Deutschen Handballbundes (DHB) nicht über die Vorrunde hinaus und belegte Platz 9. Aufgeboten waren Dagmar Stelberg (7 Spiele/28 Tore) Bärbel Petersen (7/18), Rita Köster (7/17), Kerstin Jönßon (6/14), Petra Platen (7/14), Kornelia Kohler (5/12), Silvia Schmitt (7/12), Hannelore Koch (6/8), Renate Wolf (4/7), Martina Kypke (4/7), Sigrid Bierbaum (5/6), Heike Hinrichs (1/0), Maike Becker (1/0), Heidrun Janesch (2/0), Sylke Arnold (6/0) und Astrid Hühn (7/0).

#### Weltmeisterschaft 1986 in den Niederlanden
Bei der Weltmeisterschaft 1986 in den Niederlanden erreichte das Team des Deutschen Handballbundes (DHB) Platz 7. Im Aufgebot standen die Spielerinnen Dagmar Stelberg (7 Spiele/54 Tore), Sabine Wagner (7/17), Manuela Schmidt (7/14), Petra Platen (7/11), Klara Orban (7/11), Sabine Erbs (6/9), Claudia Starke (4/5), Petra Helfers (5/3), Sabine Fricke (5/3), Marion Kieber (5/2), Meike Bötefür (6/2), Claudia Sturm (1/1), Sigrid Schiess (1/0), Sabrina Koschella (5/0) und Astrid Hühn (7/0). Dagmar Stelberg wurde zweitbeste Torwerferin der Weltmeisterschaft.

#### Weltmeisterschaft 1990 in Südkorea
An der Weltmeisterschaft 1990 in Südkorea nahmen zwei Teams für Deutschland teil, neben der westdeutschen Nationalmannschaft des Deutschen Handballbundes (DHB) war das auch das Team des Deutschen Handballverbands, dessen ostdeutsches Team das Spielrecht der zum Zeitpunkt der Weltmeisterschaft nicht mehr existierenden Deutschen Demokratischen Republik wahrnahm. Die westdeutsche Mannschaft verlor das Spiel im Halbfinale vor 3500 Zuschauern gegen das ostdeutsche Team mit 19:25 (7:12) und belegte Platz 4.
Im Kader des DHB standen Dagmar Stelberg (7 Spiele/32 Tore), Elena Leonte (7/31), Silvia Schmitt (7/23), Michaela Erler (7/23), Klara Orban (7/17), Heike Deininger (3/4), Katja Kittler (4/4), Silvia Lang (6/4), Sylvia Leis (7/3), Michaela Baumgartl (5/2), Meike Neitsch (1/1), Dagmar Zöllner (3/1), Andrea Kenessy (1/0), Sigrid Schiess (5/0) und Astrid Seiffert.

#### Weltmeisterschaft 1993 in Norwegen
Vor 7600 Zuschauern besiegte Deutschland im Finale in Oslo Dänemark mit 22:21 (17:17, 8:8) n. V.
Das Team bestand aus Bianca Urbanke (7 Spiele/37 Tore), Heike Axmann (7/21), Andrea Bölk (7/18), Birgit Wagner (6/14), Sybille Gruner (7/14), Renata Zienkiewicz, (7/13), Carola Ciszewski (5/11), Michaela Erler (7/10), Gabriele Palme (5/8), Cordula David (3/6), Franziska Heinz (2/3), Heike Murrweiss (3/3), Karen Heinrich (3/3), Michaela Schanze (1/0), Sabine Picken-Adamik (6/0) und Eike Bram.

#### Weltmeisterschaft 1995 in Österreich und Ungarn
Bei der Weltmeisterschaft in Österreich und Ungarn besiegte das deutsche Team im Spiel um Platz 5 vor 3000 Zuschauern Russland mit 26:22 (14:10).
Der deutsche Kader bestand aus Bianca Urbanke (8 Spiele/35 Tore), Emilia Luca (8/26), Michaela Erler (8/25), Miroslava Ritskiavitchius (8/22), Franziska Heinz (7/16), Heike Murrweiss (7/13), Andrea Bölk (8/13), Carola Ciszewski (5/10), Renata Zienkiewicz (7/10), Csilla Elekes (6/9), Silke Gnad (4/7), Christine Lindemann (2/0), Michaela Schanze (6/0) und Eike Bram (8/0).

#### Weltmeisterschaft 1997 in Deutschland
Bei der Heim-Weltmeisterschaft 1997, bei der Deutschland im Halbfinale vor 7500 Zuschauern gegen Russland durch ein 27:25 (16:12) den dritten Platz erreichte, trat das Team mit folgendem Kader an: Grit Jurack (9 Spiele/54 Tore), Franziska Heinz (8/29), Michaela Erler, (9/28), Emilia Luca (7/26), Silvia Schmitt (9/26), Miroslava Ritskiavitchius (9/22), Yvonne Karrasch (5/14), Kathrin Blacha (9/14), Agnieszka Tobiasz (4/12), Anika Schafferus (5/11), Heike Schmidt (6/10), Anna Osiakowska (3/9), Manuela Fiedel (2/5), Sandra Polchow (1/0), Michaela Schanze (6/0) und Christine Lindemann (7/0).

#### Weltmeisterschaft 1999 in Norwegen und Dänemark
Bei der Weltmeisterschaft 1999, bei der Deutschland das Spiel um Platz 7 vor 500 Zuschauern gegen Nordmazedonien mit 37:26 (19:15) gewann, standen Grit Jurack (9 Spiele/67 Tore), Renate Hodak-Maier (8/29), Ingrida Radzevičiūtė (9/23), Bianca Urbanke (7/20), Agnieszka Tobiasz (9/17), Kathrin Blacha (7/15), Carola Ciszewski (6/15), Rasa Schulskyte (7/12), Janette Grunow (6/10), Anja Unger (4/8), Andrea Bölk (8/7), Nikola Pietzsch (7/7), Nadine Härdter (2/4), Michaela Schanze (9/0), Christine Lindemann (7/0) und Turid Arndt (2/0) im deutschen Kader.

#### Weltmeisterschaft 2003 in Kroatien
Bei der Weltmeisterschaft 2003 in Kroatien belegte das deutsche Team Platz 12, nachdem es in der Hauptrunde nur den letzten, sechsten Platz seiner Gruppe erreicht hatte. Im Kader standen Grit Jurack (8 Spiele/46 Tore), Kathrin Blacha (7/22), Milica Danilović (8/19), Nina Christin Wörz (7/18), Heike Schmidt (7/17), Susanne Henze (8/17), Ingrida Radzevičiūtė (8/15), Stefanie Melbeck (8/15), Melanie Schliecker (6/14), Nikola Pietzsch (8/12), Nadine Krause (7/11), Anja Althaus (6/8), Heike Ahlgrimm (7/6), Clara Woltering (1/0), Sylvia Harlander (7/0) und Sabine Englert (8/0).

#### Weltmeisterschaft 2005 in Russland
Für die Weltmeisterschaft 2005 in Russland, bei der das Team aus Deutschland Platz 6 belegte, hatte der Deutsche Handballbund Nadine Krause, Grit Jurack, Nina Wörz, Anja Althaus, Susanne Henze, Stefanie Melbeck, Sabrina Neukamp, Nora Reiche, Anne Müller, Anna Loerper, Nadine Härdter, Silke Meier, Marielle Bohm, Sabine Englert, Clara Woltering und Alexandra Gräfer in den Kader berufen. Nadine Krause wurde mit 60 Toren beste Werferin.

#### Weltmeisterschaft 2007 in Frankreich
Bei der Weltmeisterschaft 2007 in Frankreich gewann das deutsche Team das Spiel um Platz 3 gegen Rumänien. Im Kader des Deutschen Handballbundes standen Sabine Englert, Clara Woltering, Jana Krause, Nadine Härdter, Mandy Hering, Maike Brückmann, Nadine Krause, Maren Baumbach, Anna Loerper, Nina Wörz, Grit Jurack, Susann Müller, Nora Reiche, Stefanie Melbeck, Ulrike Stange, Anja Althaus, Kathrin Blacha, Anne Müller und Ania Rösler. Grit Jurack, die mit 85 Toren beste Werferin der Weltmeisterschaft war, wurde in das All Star Team berufen.

#### Weltmeisterschaft 2009 in China
Bei der Weltmeisterschaft 2009 in China gewann das Team aus Deutschland das Spiel um Platz 7 gegen Rumänien. Zum Kader gehörten Sabine Englert, Katja Schülke, Clara Woltering, Nadine Härdter, Isabell Klein, Ania Rösler, Mandy Hering, Nina Wörz, Wiebke Kethorn, Anna Loerper, Susann Müller, Sabrina Neukamp, Franziska Mietzner, Laura Steinbach, Christine Beier und Anja Althaus.

#### Weltmeisterschaft 2011 in Brasilien
Bei der Weltmeisterschaft 2011 in Brasilien besiegte das deutsche Team nach dem Aus in der Vorrunde (Platz 5 in Gruppe A) im President’s Cup im Spiel um Platz 17 das Team aus Tunesien mit 33:25 (16:14). Zum Kader gehörten die Spielerinnen Sabine Englert, Katja Schülke, Clara Woltering, Isabell Klein, Franziska Mietzner, Natalie Augsburg, Anne Müller, Anna Loerper, Nadine Krause, Sabrina Richter, Katja Langkeit, Stefanie Melbeck, Anja Althaus, Nadja Nadgornaja, Kerstin Wohlbold und Luisa Schulze.

#### Weltmeisterschaft 2013 in Serbien
Bei der Weltmeisterschaft 2013 in Serbien belegte Deutschland nach dem gegen Dänemark mit 28:31 (17:17) verlorenen Viertelfinalspiel Platz 7. Der Deutsche Handballbund hatte Jana Krause, Clara Woltering, Marlene Zapf, Saskia Lang, Natalie Augsburg, Wiebke Kethorn, Anna Loerper, Evgenija Minevskaja, Kim Naidzinavicius, Anne Hubinger, Laura Steinbach, Christine Beier, Anja Althaus, Nadja Nadgornaja, Susann Müller und Angie Geschke aufgestellt. Susann Müller wurde mit 62 Toren beste Werferin des Turniers und in das All Star Team berufen.

#### Weltmeisterschaft 2015 in Dänemark
Bei der Weltmeisterschaft 2015 in Dänemark erreichte das DHB-Team Platz 13. Im Kader standen Saskia Lang, Meike Schmelzer, Anna Loerper, Xenia Smits, Katja Kramarczyk, Julia Behnke, Kim Naidzinavicius, Clara Woltering, Anne Hubinger, Susann Müller, Lone Fischer, Alexandra Mazzucco, Franziska Müller, Jennifer Rode, Evgenija Minevskaja und Luisa Schulze.

#### Weltmeisterschaft 2017 in Deutschland
Der Deutsche Handballbund (DHB) hatte für die Heim-Weltmeisterschaft 2017 Emily Bölk, Svenja Huber, Friederike Gubernatis, Nadja Månsson, Angie Geschke, Isabell Klein, Katja Kramarczyk, Kerstin Wohlbold, Clara Woltering, Lone Fischer, Alicia Stolle, Antje Lauenroth, Dinah Eckerle, Xenia Smits, Kim Naidzinavicius, Julia Behnke, Jenny Karolius und Anna Loerper aufgestellt.
Zur Weltmeisterschaft im eigenen Land bereitete man sich 20 Monate mit dem neuen Trainer Michael Biegler vor. Als Ziel wurde vom DHB das Halbfinale ausgegeben. Schon in der Vorbereitung mussten Ausfälle im Kader verkraftet werden. Der wichtigste Verlust in der Vorbereitung war die Halbrechte Anne Hubinger, die mit einer schweren Fußverletzung ausfiel. Die meisten Spiele in der Vorbereitung konnte die Mannschaft gewinnen. Zum Start der Weltmeisterschaft benannte der Trainer 15 Spielerinnen, um noch vier Möglichkeiten zu haben nachzunominieren. Die Weltmeisterschaft begann am 1. Dezember 2017 in Leipzig mit einem 28:15-Sieg vor 6000 Zuschauern gegen Kamerun. Dieser Sieg war jedoch teuer erkauft mit einem Kreuzbandriss von Kim Naidzinavicius. Das Trainerteam nahm Alicia Stolle für Kim Naidzinavicius zum zweiten Vorrundenspiel ins Team. Dieses gewann man mit 23:18 (11:10) gegen Südkorea vor 5794 Zuschauern. Im dritten Vorrundenspiel folgte ein 22:22 (9:11) vor 3871 Zuschauern gegen Serbien. Zudem füllte man vorher mit Emily Bölk den Kader auf 16 Spielerinnen auf. Den dritten Sieg konnten die deutschen Spielerinnen vor 3165 Zuschauern mit 24:9 (10:3) gegen China feiern. Zum letzten Vorrundenspiel wurde Antje Lauenroth durch Dinah Eckerle ersetzt. Im entscheidenden Spiel um die Plätze 1 bis 3 zog man deutlich mit 23:31 (10:18) den Kürzeren vor 6000 Zuschauern gegen die Niederlande. Dadurch erreichte Deutschland nur den dritten Platz in der Gruppe D. Im Achtelfinale traf das Team damit in Magdeburg auf den Gruppenzweiten der Gruppe C, die Nationalmannschaft aus Dänemark. Schon während der Vorrunde mussten sich die Deutschen mit einer wenig zufriedenstellenden Torausbeute begnügen. Im Spiel gegen Dänemark vor 4133 Zuschauern scheiterte die DHB-Mannschaft ein ums andere mal an der dänischen Torfrau Sandra Toft, was zur Folge hatte, dass man mit 17:21 (7:11) aus dem Turnier ausschied und auf Platz 9 landete.

#### Weltmeisterschaft 2019 in Japan
Zum Kader für die Weltmeisterschaft 2019 in Japan gehörten Dinah Eckerle, Isabell Roch, Amelie Berger, Alina Grijseels, Meike Schmelzer, Julia Behnke, Kim Naidzinavicius, Alicia Stolle, Mia Zschocke, Emily Bölk, Ina Großmann, Maren Weigel, Antje Lauenroth, Jenny Behrend, Evgenija Minevskaja und Luisa Schulze. Das Team verlor das Spiel um Platz 7 in Kumamoto gegen Schweden mit 24:35 (13:18). Dinah Eckerle wurde fünftbeste Torhüterin des Turniers.

#### Weltmeisterschaft 2021 in Spanien
Für die Weltmeisterschaft 2021 in Spanien qualifizierte sich das deutsche Team im April 2021 nach zwei Siegen gegen Portugal. In der Gruppe E siegte das Team gegen Ungarn, Tschechien und die Slowakei. Die Hauptrunde beendete das deutsche Team auf Platz 2. Im Viertelfinale schied die Mannschaft dann gegen Spanien aus und belegte Platz 7.
Der Deutsche Handballbund benannte für das Turnier in Spanien die Spielerinnen Marlene Kalf (in 7 Spielen eingesetzt / 12 Treffer), Amelie Berger (7/12), Alina Grijseels (7/35), Meike Schmelzer (7/20), Lisa Antl (6/2), Xenia Smits (7/10), Dinah Eckerle (7/0), Silje Brøns Petersen (7/4), Alicia Stolle (7/9), Mia Zschocke (5/6), Emily Bölk (7/15), Lena Degenhardt (3/2), Julia Maidhof (7/25), Antje Lauenroth (7/16), Luisa Schulze (7/10), Katharina Filter (7/0), Johanna Stockschläder (7/17); Trainer war Henk Groener.

#### Weltmeisterschaft 2023 in Dänemark, Norwegen und Schweden
Das Team des DHB qualifizierte sich im April 2023 für die Teilnahme an der Weltmeisterschaft 2023. Dort beendete man die Vorrunde in Gruppe F verlustpunktfrei. Nach der Hauptrunde, die das deutsche Team in Gruppe III auf Platz 2 beendete, verlor man im Viertelfinale gegen Schweden. Am Ende belegte die Mannschaft mit den Spielerinnen Lisa Antl (9 Partien/14 Tore), Julia Behnke (7/15), Jenny Behrend (7/19), Amelie Berger (9/17), Emily Bölk (9/20), Antje Döll (9/34), Katharina Filter (9/0), Alina Grijseels (8/34), Viola Leuchter (9/25), Annika Lott (8/19), Toni-Luisa Reinemann (1/1), Meike Schmelzer (6/5), Xenia Smits (9/25), Johanna Stockschläder (7/18), Mareike Thomaier (8/12), Sarah Wachter (9/1) und Maren Weigel (9/11) den 6. Platz.

#### Weltmeisterschaft 2025 in Deutschland und den Niederlanden
Für die Weltmeisterschaft 2025 ist die Auswahl des Deutschen Handballbundes als Co-Gastgeber qualifiziert.

### Europameisterschaften
Zu sehen sind die einzelnen Ergebnisse bei Europameisterschaften. Die Auswahl des Deutschen Handballbundes nahm seit der ersten Europameisterschaft im Jahr 1994 an allen Turnieren teil. Größter Erfolg war der zweite Platz im Jahr 1994.
| Europameisterschaft 1994: | 02. Platz |
| Europameisterschaft 1996: | 04. Platz |
| Europameisterschaft 1998: | 06. Platz |
| Europameisterschaft 2000: | 09. Platz |
| Europameisterschaft 2002: | 11. Platz |
| Europameisterschaft 2004: | 05. Platz |

| Europameisterschaft 2006: | 04. Platz |
| Europameisterschaft 2008: | 04. Platz |
| Europameisterschaft 2010: | 13. Platz |
| Europameisterschaft 2012: | 08. Platz |
| Europameisterschaft 2014: | 10. Platz |

| Europameisterschaft 2016: | 06. Platz |
| Europameisterschaft 2018: | 10. Platz |
| Europameisterschaft 2020: | 07. Platz |
| Europameisterschaft 2022: | 07. Platz |
| Europameisterschaft 2024: | 07. Platz |

#### Europameisterschaften 1994 in Deutschland
Für die Heim-Europameisterschaft 1994 hatte der Deutsche Handballbund die Spielerinnen Bianca Urbanke (7 Spiele, 45 Tore), Andrea Bölk (7/21), Silke Fittinger (7/19), Renata Zienkiewicz (5/15), Michaela Erler (7/15), Sybille Gruner (6/9), Birgit Wagner (5/9), Kerstin Knüpfer (5/6), Carola Ciszewski (5/6), Csilla Elekes (7/4), Franziska Heinz (4/2), Heike Murrweiss (4/1), Eike Bram (5/0), Renate Zschau (4/0) und Sabine Picken-Adamik (5/0) aufgestellt.
Das deutsche Team verlor das Finalspiel vor 4100 Zuschauern gegen Dänemark mit 23:27 (13:14). Bianca Urbanke und Silke Fittinger wurden in das All Star-Team gewählt.

#### Europameisterschaften 1996 in Dänemark
Bei der Europameisterschaft 1996 in Dänemark spielten im Aufgebot des Deutschen Handballbundes (DHB) die Spielerinnen Grit Jurack (7 Spiele, 35 Tore), Emilia Luca (6/21), Michaela Erler (7/21), Miroslava Ritskiavitchius (7/20), Anika Schafferus (7/16), Franziska Heinz (7/15), Eva Kiss-Györi (7/12), Manuela Fiedel (5/9), Andrea Bölk (7/9), Kathrin Blacha (4/8), Melanie Schliecker (3/3), Michaela Schanze (7/0) und Christine Lindemann aufgestellt.
Im Spiel um Platz 3 verlor das Team des DHB vor 4000 Zuschauern gegen Österreich mit 23:30 (8:18).

#### Europameisterschaften 1998 in den Niederlanden
Zur Europameisterschaft 1998 in den Niederlanden bot der Deutsche Handballbund (DHB) die Spielerinnen Silvia Schmitt (6 Spiele, 29 Tore), Franziska Heinz (6/25), Emilia Luca (6/22), Michaela Erler (6/13), Nikola Pietzsch (5/12), Kathrin Blacha (6/12), Anke Schulz (4/9), Agnieszka Tobiasz (3/7), Birte Tesch (4/4), Melanie Schliecker (2/3), Yvonne Karrasch (2/3), Heike Schmidt (4/1), Silke Christiansen (1/0), Romy Reincke (2/0), Michaela Schanze (5/0) und Christine Lindemann auf.
Das DHB-Team verlor das Spiel um Platz 5 vor 1200 Zuschauern gegen Polen mit 23:26 (12:12).

#### Europameisterschaften 2000 in Rumänien
Die Europameisterschaft 2000 in Rumänien beendete die deutsche Mannschaft auf Platz 9. Das Spiel um Platz 9 gewann das Team mit 22:21 (10:13) gegen Dänemark.

#### Europameisterschaften 2002 in Dänemark
Bei der Europameisterschaft 2002 in Dänemark belegte das Team des Deutschen Handballbundes (DHB) Platz 11.
Im Aufgebot standen die Spielerinnen Nadine Krause (6 Spiele, 23 Tore), Melanie Wagner (6/17), Nikola Pietzsch (6/17), Anika Ziercke (6/16), Ingrida Radzevičiūtė (6/16), Stefanie Melbeck (6/16), Heike Schmidt (6/10), Heike Ahlgrimm (6/8), Kathrin Blacha (6/8), Corina Christenau (3/4), Nadine Härdter (5/4), Maren Baumbach (6/3), Janet Grunow (2/0), Sabine Englert (5/0) und Christine Lindemann (6/0)

#### Europameisterschaften 2004 in Ungarn
Zur Europameisterschaft 2004 in Ungarn hatte der Deutsche Handballbund (DHB) die Spielerinnen Grit Jurack (7 Spiele, 43 Tore), Maren Baumbach (7/26), Stefanie Melbeck (7/23), Milica Danilović (7/17), Heike Schmidt (7/17), Susanne Henze (7/14), Kathrin Blacha (7/11), Marion Erfmann (7/8), Daniela Harke (6/7), Nadine Härdter (4/5), Nikola Pietzsch (6/5), Anja Althaus (6/4), Nina Christin Wörz (2/3), Clara Woltering (3/0), Sabine Englert (5/0) und Alexandra Gräfer (6/0) entsandt. Grit Jurack wurde in das All Star-Team gewählt.
Deutschland gewann das Spiel um Platz 5 gegen die Ukraine mit 25:24 (24:24, 22:22) n. V.

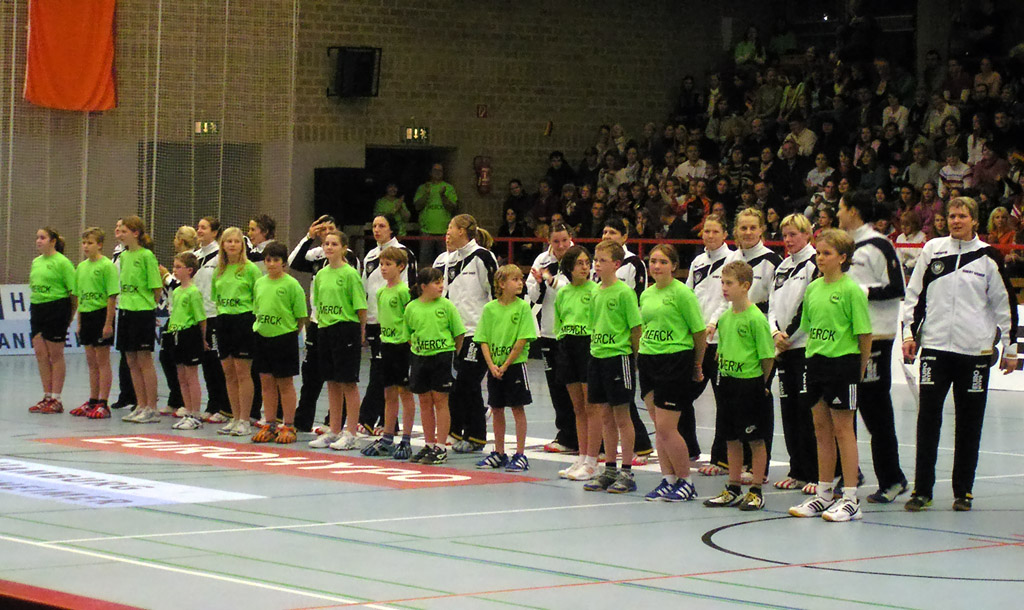
Die deutsche Frauen-Handballnationalmannschaft vor einem Länderspiel am 1. Dezember 2006 in Darmstadt mit Einlaufkindern

#### Europameisterschaften 2006 in Schweden
Die Europameisterschaft 2006 in Schweden beendete das deutsche Team nach einer Niederlage im Spiel um Platz 3 gegen Frankreich (25:29 (11:14)) auf dem vierten Rang.

#### Europameisterschaften 2008 in Nordmazedonien
Die Europameisterschaft 2008 in Nordmazedonien beendete das deutsche Team nach einer Niederlage im Spiel um Platz 3 gegen Russland (21:24 (11:17)) auf dem vierten Rang. Die Deutsche Grit Jurack wurde in das All Star-Team gewählt.

#### Europameisterschaften 2010 in Dänemark und Schweden
Die Europameisterschaft 2010 wurde in Dänemark und Schweden ausgespielt. Das deutsche Team belegte den 13. Platz.
Im Aufgebot des Deutschen Handballbundes standen Sabine Englert, Nadine Härdter, Isabell Klein, Grit Jurack, Saskia Lang, Franziska Mietzner, Nina Wörz, Randy Bülau, Anna Loerper, Katja Schülke, Natalie Augsburg, Sabrina Richter, Clara Woltering, Laura Steinbach, Anja Althaus und Susann Müller.

#### Europameisterschaften 2012 in Serbien
Bei der in Serbien ausgetragenen Europameisterschaft 2012 kam das deutsche Team auf Platz 7. Das von Heine Jensen trainierte Aufgebot des Deutschen Handballbundes bestand aus den Spielerinnen Katja Schülke, Clara Woltering, Marlene Zapf, Saskia Lang, Natalie Augsburg, Anne Müller, Kim Naidzinavicius, Anna Loerper, Anne Hubinger, Laura Steinbach, Anja Althaus, Nadja Nadgornaja, Angie Geschke, Kerstin Wohlbold, Friederike Lütz und Christine Beier.
Anja Althaus wurde in das All Star-Team gewählt.

#### Europameisterschaften 2014 in Kroatien und Ungarn
Die Europameisterschaft 2014 wurde in Kroatien und Ungarn ausgetragen. Das deutsche Team kam auf den 10. Platz.
Der Deutsche Handballbund hatte die Spielerinnen Marlene Zapf, Saskia Lang, Anne Müller, Anna Loerper, Xenia Smits, Katja Schülke, Evgenija Minevskaja, Kim Naidzinavicius, Clara Woltering, Laura Steinbach, Anja Althaus, Nadja Nadgornaja, Susann Müller, Svenja Huber, Angie Geschke, Kerstin Wohlbold und Luisa Schulze aufgeboten.

#### Europameisterschaften 2016 in Schweden
Die Europameisterschaft des Jahres 2016 fand in Schweden statt. Das Team des Deutschen Handballbundes beendet das Turnier nach einem Niederlage im Spiel um Platz 5 vor 2.210 Zuschauern im Scandinavium in Göteborg gegen Rumänien mit 22:23 (11:11).
im Aufgebot standen Saskia Lang, Jenny Karolius, Meike Schmelzer, Anna Loerper, Katja Kramarczyk, Julia Behnke, Stella Kramer, Kim Naidzinavicius, Clara Woltering, Anne Hubinger, Emily Bölk, Svenja Huber, Lone Fischer, Kerstin Wohlbold, Dinah Eckerle und Alicia Stolle.

#### Europameisterschaften 2018 in Frankreich
Die Europameisterschaft in Frankreich verlor die Mannschaft von Henk Groener das letzte Hauptrundenspiel gegen die Niederlande mit 21:27 (11:13) und belegte Platz 9.
Der Deutsche Handballbund hatte die Spielerinnen Dinah Eckerle, Isabell Roch, Julia Behnke, Amelie Berger, Emily Bölk, Angie Geschke, Alina Grijseels, Ina Großmann, Franziska Müller, Kim Naidzinavicius, Meike Schmelzer, Luisa Schulze, Xenia Smits, Alicia Stolle, Maren Weigel und Marlene Zapf nach Frankreich entsandt.

#### Europameisterschaften 2020 in Dänemark
Bei der in Dänemark in Zeiten der COVID-19-Pandemie ausgetragenen Europameisterschaft 2020 unterlag das Team im letzten Hauptrundenspiel gegen Kroatien mit 20:23 (12:12) und belegte Platz 7.
Der Deutsche Handballbund (DHB) hatte die Spielerinnen Dinah Eckerle, Isabell Roch, Marlene Zapf, Amelie Berger, Alina Grijseels, Xenia Smits, Julia Behnke, Kim Naidzinavicius, Emily Bölk, Ina Großmann, Maren Weigel, Annika Lott, Julia Maidhof, Antje Lauenroth, Evgenija Minevskaja und Luisa Schulze aufgestellt. Annika Lott und Julia Maidhof bestritten ihr erstes großes Turnier, wobei Julia Maidhof mit 24 Treffern auch die beste deutsche Torwerferin war. Die meisten Einsatzzeiten hatten Antje Lauenroth mit 278 Minuten vor Dinah Eckerle (268 Minuten) sowie Emily Bölk und Julia Behnke mit je 239 Minuten.

#### Europameisterschaften 2022 in Slowenien, Nordmazedonien und Montenegro
In der Qualifikation zur Europameisterschaft 2022 spielte das deutsche Team gegen Griechenland, Belarus und Weltmeister Niederlande und war damit als Gruppenzweiter zur Teilnahme an der Europameisterschaft in Slowenien, Nordmazedonien und Montenegro qualifiziert.
Bei der Europameisterschaft spielten für die DHB-Auswahl Alina Grijseels, Meike Schmelzer, Lisa Antl, Xenia Smits, Silje Brøns Petersen, Isabell Roch, Mia Zschocke, Maike Schirmer, Emily Bölk, Maren Weigel, Julia Maidhof, Jenny Behrend, Alexia Hauf, Luisa Schulze, Katharina Filter und Johanna Stockschläder im Aufgebot. Trainiert wurde die Mannschaft von Markus Gaugisch. Nach der Hauptrunde belegte das Team den 7. Platz. Beste Werferin war Alina Grijseels mit 44 Toren (davon 16 Siebenmetertore), die meiste Einsatzzeit bestritt Johanna Stockschläder mit 5:13:04 h. Annika Lott, Lena Degenhardt und Maxi Mühlner blieben ohne Einsatz.

#### Europameisterschaften 2024
In der Qualifikation zur Europameisterschaft 2024 setzte sich das deutsche Team gegen die Slowakei, die Ukraine und Israel als Gruppenerster durch.
Die Europameisterschaft 2024 soll vom 28. November bis zum 15. Dezember 2024 in Ungarn, Österreich und der Schweiz ausgetragen werden.

### Olympische Spiele
Die Auswahl des DHB konnte sich fünf Mal für olympische Handballwettbewerbe qualifizieren.
| Olympische Sommerspiele 1984: | 04. Platz |
| Olympische Sommerspiele 1992: | 04. Platz |
| Olympische Sommerspiele 1996: | 06. Platz |

| Olympische Sommerspiele 2008: | 11. Platz |
| Olympische Sommerspiele 2024: | 08. Platz |

#### Olympische Sommerspiele 1984 in Los Angeles
Zu den Olympischen Sommerspielen 1984, bei denen das Team des Deutschen Handballbundes in Los Angeles zusammen mit dem der Vereinigten Staaten den vierten Platz belegte, waren die Spielerinnen Maike Becker, Elke Blumauer, Sabine Erbs, Astrid Hühn, Kerstin Jönßon, Sabrina Koschella, Corinna Kunze, Roswitha Mroczynski, Petra Platen, Vanadis Putzke, Silvia Schmitt, Dagmar Stelberg, Claudia Sturm aufgestellt.

#### Olympische Sommerspiele 1992 in Barcelona
Zu den Olympischen Sommerspielen 1992 hatte der Deutsche Handballbund die Spielerinnen Andrea Bölk, Andrea Stolletz, Anja Krüger, Bianca Urbanke, Birgit Wagner, Carola Ciszewski, Eike Bram, Elena Leonte, Gabriele Palme, Kerstin Mühlner, Michaela Erler, Rita Köster, Sabine Adamik, Silke Fittinger, Silvia Schmitt und Sybille Gruner nominiert. Das Team aus Deutschland belegte Platz 4.

#### Olympische Sommerspiele 1996 in Atlanta
Bei den Olympischen Sommerspielen 1996 in Atlanta trat der Deutsche Handballbund mit den Spielerinnen Andrea Bölk, Bianca Urbanke, Christine Lindemann, Csilla Elekes, Eike Bram, Emilia Luca, Eva Kiss-Györi, Franziska Heinz, Grit Jurack, Heike Murrweiss, Marlies Waelzer, Melanie Schliecker, Michaela Erler, Michaela Schanze und Miroslava Ritskiavitchius an. Das deutsche Team schied nach der Vorrunde aus und belegte Platz 6.

#### Olympische Sommerspiele 2008 in Peking
In Peking spielten bei den Olympischen Sommerspielen 2008 für den Deutschen Handballbund die Spielerinnen Anja Althaus, Maren Baumbach, Sabine Englert, Nadine Härdter, Mandy Hering, Grit Jurack, Nadine Krause, Anna Loerper, Stefanie Melbeck, Anne Müller, Sabrina Neukamp, Laura Steinbach, Clara Woltering und Nina Wörz. Deutschland schied in der Vorrunde aus und belegte den 11. Platz.

#### Olympische Sommerspiele 2024 in Paris
Bei den Olympischen Sommerspielen 2024 in Paris wirkten Lisa Antl, Julia Behnke, Jenny Behrend, Emily Bölk, Antje Döll, Katharina Filter, Alina Grijseels, Julia Maidhof, Viola Leuchter, Annika Lott, Meike Schmelzer, Xenia Smits, Johanna Stockschläder und Sarah Wachter mit. Deutschland zog in das Viertelfinale ein und unterlag dort gegen den Gastgeber Frankreich.

## Prämien
Im Jahr 2022 beschloss der DHB eine neue Prämienregelung, die für die deutsche Frauen-Handballnationalmannschaft die gleiche Prämienhöhe vorsieht wie für die Männer-Handballnationalmannschaft.
Für einen Sieg bei einer Europameisterschaft ab 2022 bekäme das Team 250.000 Euro. Mit dem Erreichen der Hauptrunde ist eine Prämie in Höhe von 30.000 Euro für das Team verbunden. Die gezahlten Tagegelder sind abhängig von der Zahl der Länderspiele und betragen bis zu 100 Euro.

## Trikots, Ausrüster und Sponsoren
|  |  |  |

|  |  |  |

Bis zum Jahr 1980 übernahm adidas die Ausrüstung der Handballnationalmannschaft der Bundesrepublik Deutschland. Danach gab es verschiedene weitere Ausrüster wie Puma, die dänische Firma Hummel und Nike. Von 2004 bis zum Jahr 2008 bestand ein Ausrüstungsvertrag mit Kempa, einem Tochterunternehmen von Uhlsport. Pünktlich zu den Olympischen Sommerspielen 2008 in Peking übernahm adidas wieder die Ausrüstung sämtlicher Nationalteams.
Im Gegensatz zu Fußballnationalmannschaften haben Handballnationalmannschaften eigene Trikotsponsoren. So war bis zum Jahr 2003 das Modelabel Gin Tonic auf der Vorderseite der Trikots der Nationalspielerinnen zu sehen, später die Modemarke Gerry Weber, derzeit EZTrader.com. Weiterer Sponsor ist die Deutsche Kreditbank (DKB) auf den Hosen.